# Åsbo distrikt
Åsbo distrikt är ett distrikt i Boxholms kommun och Östergötlands län. 
Distriktet ligger nordost om Boxholm. 

## Tidigare administrativ tillhörighet
Distriktet inrättades 2016 och utgörs av socknen Åsbo i Boxholms kommun.
Området motsvarar den omfattning Åsbo församling hade vid årsskiftet 1999/2000.